# Joannes Ament
Joannes Josephus Cornelis Ament (Stramproy, 21 mei 1864 – Amsterdam, 19 september 1932) was een Nederlands onderwijzer en politicus, en was tien jaar lang namens de RKSP lid van de Tweede Kamer der Staten-Generaal.
Na het gymnasium volgde Ament de kweekschool en haalde hij een akte in landbouwkunde (1896). Van 1883 tot 1891 was hij onderwijzer in Beegden, waarna hij hoofdonderwijzer in Tungelroy werd. Daar richtte hij in 1892 de eerste Nederlandse coöperatieve zuivelfabriek op, om daarmee de toestand van de arme boerenstand in het heidedorp te verbeteren. Aansluitend werd hij zuivelconsulent in Limburg (tot 1920) en was hij enige tijd regeringscommissaris voor de graanverzameling in Limburg.
In de loop van de jaren vervulde Ament diverse functies binnen de bonden. Eerst was hij nog gewoon lid van de Federatieve Nederlandsche Zuivelbond (1903 - 1908), later werd hij daar ook ondervoorzitter (1908 - minimaal 1925). Hij was ook bestuurder bij de Zuid-Nederlandse Zuivelbond: secretaris van ongeveer 1912 tot 1920, en aansluitend voorzitter (minimaal tot 1928). Hij was directeur van de Limburgse Land- en Tuinbouwbond van 1920 tot 1932.
In 1922 werd hij in de Tweede Kamer der Staten-Generaal gekozen. Als parlementariër hield hij zich vooral bezig met landbouw en landbouwonderwijs. Hij was lid van de Commissie van Advies voor Rijkslandbouwproefstations (tot 1927 lid, daarna voorzitter). Ook was hij lid van het hoofdbestuur van de Vereeniging voor Volkenbond en Vrede (~1929). Hij was tot zijn overlijden ook lid van het bestuur van het Nederlandsch Landhuishoudkundig Congres en de commissie voor uitvoer van boter naar Duitsland.
In 1928 werd hij onderscheiden als officier in de Orde van Oranje-Nassau en in 1930 in de Orde van de Nederlandse Leeuw.